# أندوني أوجارت
أندوني أوجارت (بالإسبانية: Andoni Ugarte) هو لاعب كرة قدم إسباني في مركز قلب الدفاع، ولد في 5 أبريل 1995 في أونياتي في إسبانيا. لعب مع ريال سوسيداد ب.

## وصلات خارجية
- أندوني أوجارت على موقع قاعدة بيانات كرة القدم.إي يو (الإنجليزية)
- أندوني أوجارت على موقع Soccerway.com (الإنجليزية)